# Human Rights Campaign

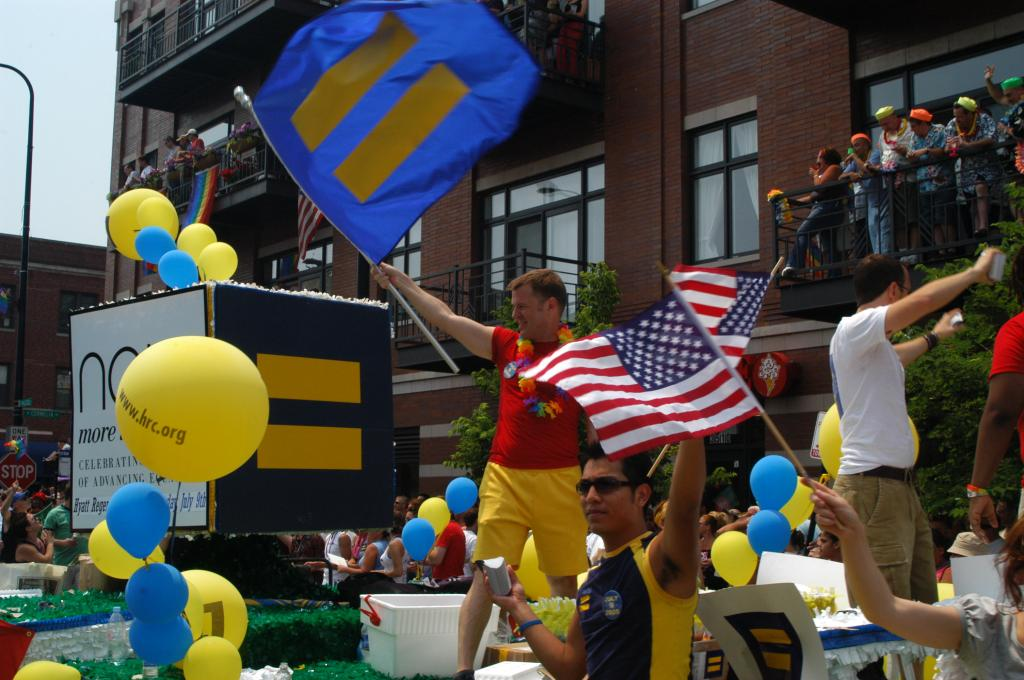
La Human Rights Campaign presente en la Marcha del Orgullo Gay en la ciudad de Chicago.

La Human Rights Campaign (HRC), (en español, Campaña de Derechos Humanos) fundada en 1980, es el mayor grupo de presión en favor de lesbianas, gays, bisexuales y transgénero en los Estados Unidos, con alrededor de 725.000 miembros y partidarios, aunque el número de socios esté en disputa.
La misión de Human Rights Campaign es que "todos los gais, lesbianas, bisexuales y transgénero alcancen la igualdad de derechos y sean reconocidos como miembros plenos de la familia estadounidense en sus casas, trabajo y en cada comunidad."

## Programas, funciones y acciones de la HRC

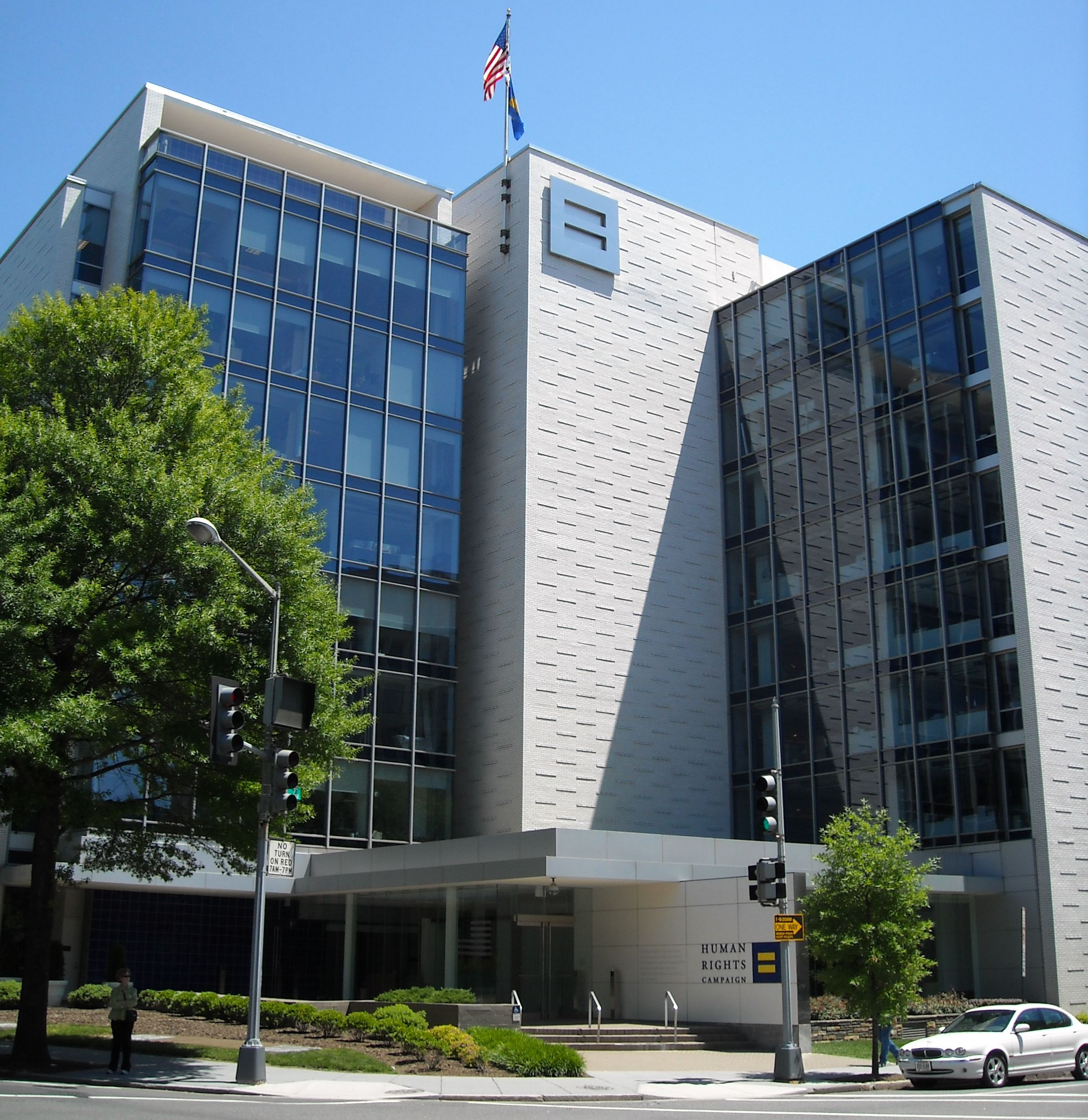
Edificio principal de la Human Rights Campaign, en la ciudad de Washington D. C.

La Human Rights Campaign es una entidad visible en la política de los Estados Unidos. Ejercen presión ante el Congreso para que aprueben proyectos de ley en favor de los derechos LGBT, trabajando para lograr un Congreso LGBT-friendly y financiando a los políticos que apoyen a la Comunidad LGBT, movilizando a las grassroots entre sus miembros y animándolos a ejercer su derecho a voto en cada elección.
Por intermedio de su página web, la HRC también ayuda a identificar a los legisladores locales y estatales, examinando como los funcionarios han tratado temas relacionados con lo LGBT y enviándoles correspondencia a cada uno de ellos. Además, el sitio web ayuda a los miembros a encontrar las leyes estatales y locales que son centrales a las causas LGBT.
Adicionalmente, la HRC elabora sugerencias para salir del armario e información acerca de la igualdad en los lugares de trabajo.

## Curiosidades
- Entre sus miembros más notorios está la lesbiana Candace Gingrich, media hermana del político republicano Newt Gingrich.

## Líderes
1. Steve Endean, fundador de la HRC (1980–1983)
2. Vic Basile, director ejecutivo (1983–1989)
3. Tim McFeeley, director ejecutivo (1989–1995)
4. Elizabeth Birch, director ejecutivo (1995–2004)
5. Cheryl Jacques, presidente (2004)
6. Joe Solmonese, presidente (2005–presente)